# Wesley Korir
Wesley Korir (né le 15 novembre 1982 à Kitale) est un homme politique et athlète kényan, spécialiste du marathon. 

## Enfance au Kenya
Wesley Korir est né à Kitale. Issu d’une famille pauvre, il habite, comme beaucoup d’enfants kényans, loin de l’école. Il doit parcourir une distance de 8 km pour s’y rendre, faire l’aller-retour le midi pour déjeuner chez lui puis revenir chez lui en fin de journée. C’est ainsi qu’il parcourt chaque jour les trois quarts d’un marathon.
Son frère subit une morsure de serpent lorsque Wesley a 12 ans. Sa famille tente de le transporter à l'hôpital, en vain. L'hôpital est à plus de 30 kilomètres, et le frère de Wesley décède sur la route,faute de soins. Ce décès sera plus tard un déclencheur pour le combat de Wesley en faveur de l'accès aux soins dans son pays.
Ses courses quotidiennes pour rejoindre l'école ou aller chercher de l'eau au puits le font progresser sans cesse. Il se réveille d'ailleurs souvent assez tard, ce qui l'oblige à courir vite sur le chemin de l'école. Son aptitude pour la course à pied est alors remarquée par son entourage, qui l’encourage à poursuivre l’entraînement aux États-Unis.
Malgré les formalités administratives compliquées et le besoin d'argent pour réaliser son rêve, il quitte finalement le Kenya pour le Kentucky en 2003, se promettant de ne jamais y revenir.

## Les États-Unis
Il intègre l’université de Murray State, dans le Kentucky, qu’il quitte après 6 mois, pour celle de Louisville, , où il obtient un diplôme de biologie. Il progresse en course à pied, et commence à battre des records.
Il travaille parallèlement comme agent de maintenance pour gagner sa vie.
Il se marie avec Tarah, une autre athlète de l'université de Louisville.

## Carrière professionnelle
Il obtient son premier résultat majeur au marathon de Chicago 2008, qu’il termine à la quatrième place. Mais la consécration arrive l'année suivante : il remporte son premier marathon en 2009, à Los Angeles, battant par la même occasion le record de l’épreuve. Il le gagnera à nouveau l’année suivante.
En 2012, il s'impose lors du marathon de Boston en 2 h 12 min 40 s.
Son record personnel de 2 h 6 min 13 s est établi lors du marathon de Chicago 2012.

## Engagement politique
Le décès de son frère en 1994, décédé à cause d'un hôpital trop éloigné, ainsi qu'un retour au pays en 2007 en plein milieu d'un conflit entre tribus l'ont convaincu de s'investir dans le développement de son pays.
En 2013, il se présente aux élections législatives en tant que candidat indépendant dans le comté de Cherangani. Le 4 mars 2013, il remporte l'élection et est élu député de l'Assemblée nationale du Kenya. 
Il combine alors sa carrière de coureur professionnel avec sa carrière d'homme politique. Il multiplie les aller-retours entre le Kenya et les États-Unis. Il jongle ainsi entre l'entraînement, les courses, ses actions et ses obligations politiques.
Il présente aux primaires au sein du parti Jubilee pour les élections législatives de 2017 sans succès.

## Engagement humanitaire
Sa priorité est l'accès aux soins. Il parvient finalement à faire construire un hôpital à Kitale et à y faire venir des médecins, avec des supports extérieurs.
Il est également président-fondateur de la Kenyan Kids Foundation, organisation œuvrant dans le domaine éducatif au Kenya, créée avec sa femme. Lui-même aidé financièrement lors de ses études, cette fondation a pour but d'aider les étudiants à financer leurs études.

## Anecdotes
Il peut courir jusqu'à 200 kilomètres par semaine.
Il a un rituel alimentaire à chaque course:il achète deux sandwichs au thon. Il mange le premier avant la course, et l'autre après.

## Famille
Son frère John Korir est un marathonien.

## Performances

### Palmarès
| Date | Compétition             | Lieu        | Résultat | Épreuve  | Performance     |
| ---- | ----------------------- | ----------- | -------- | -------- | --------------- |
| 2008 | Marathon de Chicago     | Chicago     | 4e       | Marathon | 2 h 13 min 53 s |
| 2009 | Marathon de Chicago     | Chicago     | 6e       | Marathon | 2 h 10 min 38 s |
| 2009 | Marathon de Los Angeles | Los Angeles | 1er      | Marathon | 2 h 8 min 24 s  |
| 2010 | Marathon de Chicago     | Chicago     | 4e       | Marathon | 2 h 8 min 44 s  |
| 2010 | Marathon de Los Angeles | Los Angeles | 1er      | Marathon | 2 h 9 min 19 s  |
| 2011 | Marathon de Chicago     | Chicago     | 2e       | Marathon | 2 h 6 min 15 s  |
| 2011 | Marathon de Los Angeles | Los Angeles | 4e       | Marathon | 2 h 13 min 23 s |
| 2012 | Marathon de Boston      | Boston      | 1er      | Marathon | 2 h 12 min 40 s |
| 2012 | Marathon de Chicago     | Chicago     | 5e       | Marathon | 2 h 6 min 13 s  |
| 2013 | Marathon de Boston      | Boston      | 5e       | Marathon | 2 h 12 min 30 s |
| 2013 | Marathon de New York    | New York    | 9e       | Marathon | 2 h 11 min 34 s |
| 2015 | Marathon de Boston      | Boston      | 5e       | Marathon | 2 h 10 min 49 s |
| 2016 | Marathon de Boston      | Boston      | 4e       | Marathon | 2 h 14 min 5 s  |

### Records
| Épreuve  | Performance    | Lieu    | Date           |
| -------- | -------------- | ------- | -------------- |
| Marathon | 2 h 6 min 13 s | Chicago | 7 octobre 2012 |